# Ayo (singolo)
Ayo è una canzone del cantante statunitense Chris Brown e del rapper statunitense Tyga, primo singolo estratto dal loro album Fan of a Fan: The Album.
La recensione critica della canzone è stata complessivamente positiva, lodando il suo ritornello orecchiabile, i versi rap sostanziali, e amante del divertimento pop appeal pur constatando le sue somiglianze con il singolo di Brown, Loyal.
Brown e Tyga hanno presentato la canzone per la prima volta al The Tonight Show Starring Jimmy Fallon ed è stato aggiunto alla set list del loro tour Between the Sheets Tour con Trey Songz.
Il singolo è stato accompagnato da un video musicale diretto da Colin Tilley, e girato a Los Angeles, California.
Il video presenta varie scene in cui Brown e Tyga mostrano le loro ricchezze e finisce con i due che si scontrano facendo una gara nelle loro dragster Lamborghini. Appaiono anche il famoso comico Mike Epps e il duo dance francese Les Twins.
Il video ha ricevuto critiche positive per la sua grafica colorata e il formato in stile film.

## Descrizione
Il singolo è stato scritto da Brown e Tyga con i due produttori Nic Nac e Mark Kragen. Il 14 novembre 2014, Tyga annunciò via Twitter che il primo singolo del loro album, uscirà fra una settimana. Il singolo doveva essere Nothin' Like Me con il rapper Ty Dolla Sign, prodotto da Mustard, ma l'album è stato ritardato ed è stato deciso di pubblicare "Ayo", invece. Il 5 dicembre 2014, durante un'intervista su Power.106, Brown annuncia l'uscita di un singolo a gennaio, aggiungendo: "Abbiamo già fatto tutto. È stato Nic Nac a produrlo; è pazzesco. È uno di quelli. Ci stiamo solo divertendo, amico." Un'anteprima di "Ayo" è stata pubblicata su SoundCloud, il 17 dicembre 2014, e poi Brown twittò "Chi è pronto per questo ALBUM DI CHRIS BROWN E TYGA? Ho una sorpresa per i fan!". Tre settimane dopo, la canzone viene premiata su iTunes il 6 gennaio 2015.

## Composizione
Ayo è un "synth-rap", con una colonna sonora pop, rilasciato da un forte up-tempo, descritto come un "club banger"  e un "inno di light party". Il bassline ricorda la canzone Loyal di Brown, prodotto sempre da Nic Nac. 
David Drake della rivista Complex, descrive la produzione del singolo "piena di eco" come la sequenza all'inizio della canzone I neeeed you e paragona la sua atmosfera musicale alla versione originale di Truffle Butter di Nicki Minaj.
La canzone si apre con un coro di brown seguito da Tyga, poi la traccia procede e le tre rime di Tyga coprono i temi di "denaro, automobili e numerose scappatelle sessuali", mentre le melodie di Brown discutono del suo stile di vita appariscente del suo breve periodo di riabilitazione.

## Video musicale
Il video si apre vedendo Tyga e Brown che si mostrano alla ricerca delle loro lussuosità. Durante l'apertura, Brown si scatta un selfie davanti alla piscina, quando una squadra di operai edili utilizza una terna per scaricare i soldi in acqua. Egli si mostra galleggiante su un materasso d'oro e il denaro è sparso nell'acqua, riempita in tutto il video. Brown posta il video del selfie tramite una nuova applicazione chiamata "PingTank" e Tyga risponde con un video su "PingTank" di un gabinetto dorato installato nella sua dimora con barre d'oro che cadono su di esso. Brown e Tyga continuano a mostrarsi le loro ricchezze in un montaggio di scene che includono una tigre, due di loro giocano a scacchi con delle modelle schermando sullo sfondo, con delle belle donne che giocano a polo sui cavalli. I due rappano all'interno di una galleria a vento, e che ricorrono al video di Sean Combs e Ma$e, Mo Money Mo Problems. Nella galleria a vento, appaiono anche i Les Twins. In seguito, la scena si cambia in un parcheggio dove Tyga e Brown rappano davanti a file di auto di lusso con moto girando intorno a loro. Infine, si incontrano con le loro Lamborghini e fanno una gara passando davanti a un agente in una macchina della polizia parcheggiata, interpretato dal comico Mike Epps. Epps si riferisce scherzosamente a Tyga chiamandolo "Tigger" e ironizza che Brown dovrebbe fare servizio alla comunità, mentre insegue i due attraverso un ponte. Il video si conclude con Epps e suoi passeggeri uscire dall'auto di pattuglia, presumibilmente nel tentativo di comprendere Brown e Tyga.
Il video ha ottenuto la Vevo Certified il 25 marzo del 2016.

## Remix
Un remix del brano, dal produttore statunitense Jason Nevins, è stato pubblicato in download digitale, il 18 febbraio 2015.

## Tracce
1. Ayo - 3:45

- Download Digitale (Remix)

1. Ayo (Jason Nevins Remix) - 4:15

## Classifiche
| Classifica (2015) | Posizione massima |
| ----------------- | ----------------- |
| Australia         | 32                |
| Austria           | 58                |
| Belgio (Fiandre)  | 12                |
| Belgio (Vallonia) | 4                 |
| Francia           | 32                |
| Danimarca         | 16                |
| Germania          | 23                |
| Irlanda           | 27                |
| Italia            | 88                |
| Paesi Bassi       | 45                |
| Nuova Zelanda     | 31                |
| Svezia            | 59                |
| Svizzera          | 43                |
| Regno Unito       | 6                 |
| Stati Uniti       | 21                |
| Stati Uniti (R&B) | 7                 |